# Magdalena Stuligrosz
Magdalena Stuligrosz (ur. 1970) – polska filolog klasyczna, hellenistka, doktor habilitowany nauk humanistycznych, przewodnicząca Oddziału Poznańskiego Polskiego Towarzystwa Filologicznego, członek Polskiego Towarzystwa Filologicznego, członek Redakcji Symbolae Philologorum Posnaniensium.

## Życiorys
Stopień magistra uzyskała w 1994 roku na Uniwersytecie im. Adama Mickiewicza w Poznaniu. W grudniu 1999 roku doktoryzowała się na podstawie pracy pt. Gnoma w twórczości Pindara (promotor Jerzy Danielewicz), za którą dostała nagrodę indywidualną Rektora UAM. W 2000 roku została zatrudniona na stanowisku adiunkta w Instytucie Filologii Klasycznej, od tego roku należy też do Polskiego Towarzystwa Filologicznego.
Od 2005 do 2009 roku była Zastępcą Dyrektora IFK ds. dydaktycznych, w 2009 została też Przewodniczącą Oddziału Poznańskiego Polskiego Towarzystwa Filologicznego. W 2013 roku habilitowała się na podstawie pracy pt. Uczta Filoksenosa na tle tradycji greckiej poezji gastronomicznej, za którą dostała nagrodę indywidualną Rektora UAM.
Do jej zainteresowań badawczych należą twórczość Pindara, motywy gastronomiczne i sympotyczne w greckiej poezji lirycznej, epika oraz komedia średnia i nowa, przedstawienia przyrody w poezji greckiej i problematyka eschatologiczna w eposie Homera i liryce greckiej.

## Wybrane publikacje[2]

### Książki
- Gnoma w twórczości Pindara, Poznań 2002.
- „Uczta” Filoksenosa na tle tradycji greckiej poezji gastronomicznej, Poznań 2012.

### Przekłady
- Kasjusz Dion, Mowa Mecenasa. Historia rzymska LII 14–40, 2004 (wraz z P. Sawińskim)
- Plutarch, O tym, co jest bardziej pożyteczne – woda czy ogień (2008).

### Artykuły
- Maxims in Pindar’s poetry, „Eos” 87 (2000), 153–162.
- Plutarch, Zasługi kobiet. Rozdział 3: Kobiety z Chios, „Symbolae Philologorum Posnaniensium” 16 (2004), 261–264.
- Pindar o życiu po śmierci, w: Euterpe, Terpsichore, Erato. Liryka grecka i jej recepcja. Księga pamiątkowa Alicji Szastyńskiej-Siemion w siedemdziesiątą rocznicę urodzin przez przyjaciół, kolegów, uczniów ofiarowana, red. M. Wróbel, Wrocław 2005, 66–78.
- Słodki smak deseru, czyli kilka uwag gastronomicznych na marginesie lektury poezji Pindara, „Meander” 2 (2005), 150–158.
- Deipnon jako typ wypowiedzi w literaturze starożytnej Grecji na przykładzie „Uczty” Filoksenosa z Leukady, w: Pokarmy i jedzenie w kulturze. Tabu, dieta, symbol, red. K. Łeńska-Bąk, seria „Stromata Anthropologica” 2, Opole 2007, 187–196.
- O zachowaniu się przy stole, czyli kodeks etyki biesiadnej w „Uczcie” Filoksenosa na tle greckiej tradycji literackiej, „Symbolae Philologorum Posnaniensium” XVIII (2008), 115–127.
- Uczta dla zmysłów – estetyczna funkcja opisu w greckiej poezji gastronomicznej na przykładzie „Uczty” Filoksenosa z Leukady, w: Szkice Humanistyczne. Wybrane teksty wykładów wygłoszonych na Wydziale Historycznym w ramach Poznańskiego Festiwalu Nauki i Sztuki, red. R. Koliński, A. Kotłowska, I. Barczyńska, K. Polakowski, Poznań 2010, 165–175.
- Dionysiac Elements in Philoxenus’ Banquet, w: Studia Lesco Mrozewicz ab Amicis et Discipulis Dedicata, edd. S. Ruciński, C. Balbuza, Ch. Królczyk, Poznań 2011, 399–410.
- Higiena przy biesiadnym stole, w: Czystość i brud. Higiena w starożytności, red. W.  Korpalska, W. Ślusarczyk, Bydgoszcz 2013, 37–48.
- Deser Zeusa, czyli zagadka gastronomiczna w „Uczcie” Filoksenosa, „Meander” LXIV–LXVII (2009–2012), 30–43.
- Mageiros sophistes: The Learned Cook in Athenaeus’ Deipnosophistai, „Classica Cracoviensia” 18 (2015), 363–376.
- Las w poezji greckiej okresu archaicznego i klasycznego, „Studia i Materiały Ośrodka Kultury Leśnej” 15 (2016), 249–268.
- MĒDEN AGAN („Nic ponad miarę”). Poeci greccy o umiarkowaniu i roztropności, w: Złoty środek. Literatura wobec rozterek, niepokoju i poszukiwania równowagi. Studia poświęcone pamięci Profesora Józefa Tomasza Pokrzywniaka, red. G. Raubo, K. Trybuś, Poznań 2017, 43–54.
- Odyssean Motifs in the Middle Comedy: Witches, Monsters and Courtesans, „Symbolae Philologorum Posnaniensium” XXVII/2 (2017), 17–27.
- Las w greckiej poezji bukolicznej, „Studia i Materiały Ośrodka Kultury Leśnej” 17 (2018), 321–331.